# Hadjout
Hadjout (em árabe: حجوط) é uma comuna localizada na província de Tipasa, Argélia. Sua população estimada em 2008 era de 48 561 habitantes. Seu nome antigo era Marengo durante a colonização francesa.